# IIHF Verdensmesterskabet 2019 slutspil
Slutspillet ved IIHF Verdensmesterskabet 2019 bliver spillet fra 23. maj til 26. maj 2019. Top fire fra de to grupper i gruppespillet kvalificerede sig til slutspillet.

## Kvalificerede hold
| Gruppe | Vindere     | Anden plads  | Tredje plads | Fjerde plads |
| ------ | ----------- | ------------ | ------------ | ------------ |
| A      | Canada (2)  | Finland (4)  | Tyskland (6) | USA (7)      |
| B      | Rusland (1) | Tjekkiet (3) | Sverige (5)  | Schweiz (8)  |

Rankeringen efter gruppespillet står i parentesen. Denne rangering blev brugt til at seedning i semifinalerne, for at sikre at det stærkest tilbagevarende hold, mødte det dårligst rangeret hold.

## Overblik
Der var en gen-seedning efter kvartfinalerne.
|  | Kvartfinaler | Kvartfinaler |          |  | Semifinaler | Semifinaler |            |  | Finale | Finale |
|  |              |              |          |  |             |             |            |  |        |        |
|  | 23. maj      |              |          |  |             |             |            |  |        |        |
|  |              |              |          |  |             |             |            |  |        |        |
|  | Rusland      | 4            |          |  |             |             |            |  |        |        |
|  | Rusland      | 4            | 25. maj  |  |             |             |            |  |        |        |
|  | USA          | 3            |          |  |             |             |            |  |        |        |
|  | USA          | 3            | Rusland  |  |             |             |            |  |        |        |
|  | 23. maj      |              |          |  |             |             |            |  |        |        |
|  |              |              | Finland  |  |             |             |            |  |        |        |
|  | Canada (OT)  | 3            |          |  |             |             |            |  |        |        |
|  | Canada (OT)  | 3            | 26. maj  |  |             |             |            |  |        |        |
|  | Schweiz      | 2            |          |  |             |             |            |  |        |        |
|  | Schweiz      | 2            |          |  |             |             |            |  |        |        |
|  | 23. maj      |              |          |  |             |             |            |  |        |        |
|  |              |              |          |  |             |             |            |  |        |        |
|  | Tjekkiet     | 5            |          |  |             |             |            |  |        |        |
|  | Tjekkiet     | 5            | 25. maj  |  |             |             |            |  |        |        |
|  | Tyskland     | 1            |          |  |             |             |            |  |        |        |
|  | Tyskland     | 1            | Canada   |  |             |             |            |  |        |        |
|  | 23. maj      |              |          |  |             |             |            |  |        |        |
|  |              |              | Tjekkiet |  |             | Bronzekamp  | Bronzekamp |  |        |        |
|  | Finland (OT) | 5            | Tjekkiet |  |             | Bronzekamp  | Bronzekamp |  |        |        |
|  | Finland (OT) | 5            | 26. maj  |  |             |             |            |  |        |        |
|  | Sverige      | 4            |          |  |             |             |            |  |        |        |
|  | Sverige      | 4            |          |  |             |             |            |  |        |        |
|  |              |              |          |  |             |             |            |  |        |        |
|  |              |              |          |  |             |             |            |  |        |        |
|  |              |              |          |  |             |             |            |  |        |        |

‘‘Alle tiderne er lokaltider (UTC+2).

## Kvartfinaler
| 23. maj 2019 16:15 | Canada | 3–2 OT (0–1, 1–1, 1–0) (OT: 1–0) | Schweiz | Steel Aréna, Košice Tilskuere: 6,157 |

| Rapport                                                                                           | Rapport                     | Rapport                                                                                   | Rapport         | Rapport                                                                           |
| ------------------------------------------------------------------------------------------------- | --------------------------- | ----------------------------------------------------------------------------------------- | --------------- | --------------------------------------------------------------------------------- |
|                                                                                                   | Matt Murray                 | Målmænd                                                                                   | Leonardo Genoni | Dommer: Martin Fraňo Aleksi Rantala Linjedommere: Miroslav Lhotský Hannu Sormunen |
| Stone (Fabbro, Dubois) – 25:45 / Severson (Stone) (EA) – 59:59 / Stone (Dubois, Theodore) – 65:07 | 0–1 / 1–1 / 1–2 / 2–2 / 3–2 | 18:06 – Andrighetto (Diaz, Fiala) (PP) / 39:57 – Hischier (Martschini, Niederreiter) (PP) |                 | Dommer: Martin Fraňo Aleksi Rantala Linjedommere: Miroslav Lhotský Hannu Sormunen |
| 6 min                                                                                             | Strafminutter               | 2 min                                                                                     |                 | Dommer: Martin Fraňo Aleksi Rantala Linjedommere: Miroslav Lhotský Hannu Sormunen |
| 42                                                                                                | Skud                        | 24                                                                                        |                 | Dommer: Martin Fraňo Aleksi Rantala Linjedommere: Miroslav Lhotský Hannu Sormunen |

| 23. maj 2019 16:15 | Rusland | 4–3 (2–0, 0–1, 2–2) | USA | Ondrej Nepela Arena, Bratislava Tilskuere: 9,085 |

| Rapport | Rapport                                 | Rapport                                                                                                 | Rapport        | Rapport                                                                         |
| --- | --------------------------------------- | --- | -------------- | ------------------------------------------------------------------------------- |
| | Andrei Vasilevskiy                      | Målmænd                                                                                                 | Cory Schneider | Dommer: Tobias Bjork Oliver Gouin Linjedommere: Andreas Malmqvist Jiří Ondráček |
| Gusev (Sergachev, Kucherov) – 01:07 / Sergachev (Gusev) (PP) – 15:47 / Kaprizov (Gusev, Sergachev) – 41:31 / Grigorenko (Malkin, Dadonov) – 47:02 | 1–0 / 2–0 / 2–1 / 3–1 / 3–2 / 4–2 / 4–3 | 22:22 – Skjei (Kane, Gaudreau) / 45:53 – Hanifin (J. Hughes) / 57:10 – DeBrincat (Kane, J. Hughes) (EA) |                | Dommer: Tobias Bjork Oliver Gouin Linjedommere: Andreas Malmqvist Jiří Ondráček |
| 2 min | Strafminutter                           | 2 min                                                                                                   |                | Dommer: Tobias Bjork Oliver Gouin Linjedommere: Andreas Malmqvist Jiří Ondráček |
| 43 | Skud                                    | 32 |                | Dommer: Tobias Bjork Oliver Gouin Linjedommere: Andreas Malmqvist Jiří Ondráček |

| 23. maj 2019 20:15 | Finland | 5–4 OT (1–2, 2–2, 1–0) (OT: 1–0) | Sverige | Steel Aréna, Košice Tilskuere: 6,304 |

| Rapport | Rapport                                             | Rapport | Rapport          | Rapport                                                                         |
| --- | --------------------------------------------------- | --- | ---------------- | ------------------------------------------------------------------------------- |
| | Kevin Lankinen                                      | Målmænd | Henrik Lundqvist | Dommer: Roman Gofman Brett Iverson Linjedommere: William Hancock Dmitri Shishlo |
| Mikkola (Pesonen, Manninen) – 01:00 / Lindbohm (Manninen, Pesonen) – 25:04 / Hakanpää (Manninen) – 29:08 / Anttila (Ojamäki, Lehtonen) (EA) – 58:31 / Manninen (Lankinen) – 61:37 | 1–0 / 1–1 / 1–2 / 1–3 / 2–3 / 3–3 / 3–4 / 4–4 / 5–4 | 02:38 – Klingberg (Nylander, Wennberg) (PP) / 16:57 – Hörnqvist (Ekman-Larsson, Larsson) / 20:25 – E. Pettersson (Landeskog, Ekman-Larsson) / 39:35 – Gustafsson (Landeskog, Ekman-Wennberg) |                  | Dommer: Roman Gofman Brett Iverson Linjedommere: William Hancock Dmitri Shishlo |
| 4 min | Strafminutter                                       | 0 min |                  | Dommer: Roman Gofman Brett Iverson Linjedommere: William Hancock Dmitri Shishlo |
| 32 | Skud                                                | 18 |                  | Dommer: Roman Gofman Brett Iverson Linjedommere: William Hancock Dmitri Shishlo |

| 23. maj 2019 20:15 | Tjekkiet | 5–1 (0–0, 1–1, 4–0) | Tyskland | Ondrej Nepela Arena, Bratislava Tilskuere: 9,085 |

| Rapport | Rapport                           | Rapport                 | Rapport          | Rapport                                                                        |
| --- | --------------------------------- | ----------------------- | ---------------- | ------------------------------------------------------------------------------ |
| | Patrik Bartošák                   | Målmænd                 | Philipp Grubauer | Dommer: Linus Öhlund Jeremy Tufts Linjedommere: Dmitri Golyak Lauri Nikulainen |
| Kovář – 33:41 / Voráček (Simon) – 44:19 / Kubalík (Kovář, Hronek) – 51:41 / Palát (Kolář) – 53:08 / Kovář (Moravčík) (EN) – 59:54 | 1–0 / 1–1 / 2–1 / 3–1 / 4–1 / 5–1 | 37:46 – Mauer (Tiffels) |                  | Dommer: Linus Öhlund Jeremy Tufts Linjedommere: Dmitri Golyak Lauri Nikulainen |
| 6 min | Strafminutter                     | 6 min                   |                  | Dommer: Linus Öhlund Jeremy Tufts Linjedommere: Dmitri Golyak Lauri Nikulainen |
| 34 | Skud                              | 22                      |                  | Dommer: Linus Öhlund Jeremy Tufts Linjedommere: Dmitri Golyak Lauri Nikulainen |

## Semifinaler
| 25. maj 2019 15:15 | Rusland | 0–1 0–0, 0–0, 0–1 | Finland | Ondrej Nepela Arena, Bratislava Tilskuere: 9,085 |

|       | Andrei Vasilevskiy | Målmænd                 | Kevin Lankinen | Dommer: Tobias Bjork Martin Frano Linjedommere: Brian Oliver Nathan Vanoosten |
|       | 0–1                | #12 Marko Anttila 50:18 |                | Dommer: Tobias Bjork Martin Frano Linjedommere: Brian Oliver Nathan Vanoosten |
| 6 min | Strafminutter      | 4 min                   |                | Dommer: Tobias Bjork Martin Frano Linjedommere: Brian Oliver Nathan Vanoosten |
| 32    | Skud               | 29                      |                | Dommer: Tobias Bjork Martin Frano Linjedommere: Brian Oliver Nathan Vanoosten |

| 25. maj 2019 19:15 | Canada | 5–1 1–0, 2–0, 2–1 | Tjekkiet | Ondrej Nepela Arena, Bratislava Tilskuere: 9,085 |

| | Matt Murray                  | Målmænd                 | Patrik Bartošak | Dommer: Mikko Kaukokari Jeremy Tufts Linjedommere: Gleb Lazarev Hannu Sormunen |
| #61 Mark Stone 5:18, #25 Darnell Nurse 20:10, #18 Pierre-Luc Dubois 25:06, #19 Kyle Turris 46:26, #72 Thomas Chabot 53:00 | 1–0, 2–0, 3–0, 4–0, 5–0, 5–1 | #79 Tomáš Zohorna 53:59 |                 | Dommer: Mikko Kaukokari Jeremy Tufts Linjedommere: Gleb Lazarev Hannu Sormunen |
| 12 min | Strafminutter                | 6 min                   |                 | Dommer: Mikko Kaukokari Jeremy Tufts Linjedommere: Gleb Lazarev Hannu Sormunen |
| 30 | Skud                         | 41                      |                 | Dommer: Mikko Kaukokari Jeremy Tufts Linjedommere: Gleb Lazarev Hannu Sormunen |

## Bronzekamp
| 26. maj 2019 15:45 | Rusland | 3–2 1–2, 1–0, 0–0, 1–0 OT | Tjekkiet | Ondrej Nepela Arena, Bratislava Tilskuere: 9,085 |

|                                                                               | Andrei Vasilevskiy | Målmænd                                           | Šimon Hrubec | Dommer: Oilver Gouin Mikko Kaukokari Linjedommere: Andreas Malqvist Brian Oliver |
| #25 Mikhail Grigorenko 13:00, #15 Artem Anisimov 20:39, #97 Nikita Gusev P.K. |                    | #26 Michal Řepík 13:41, #81 Dominik Kubalík 18:34 |              | Dommer: Oilver Gouin Mikko Kaukokari Linjedommere: Andreas Malqvist Brian Oliver |
| 2 min                                                                         | Strafminutter      | 4 min                                             |              | Dommer: Oilver Gouin Mikko Kaukokari Linjedommere: Andreas Malqvist Brian Oliver |
| 31                                                                            | Skud               | 50                                                |              | Dommer: Oilver Gouin Mikko Kaukokari Linjedommere: Andreas Malqvist Brian Oliver |

## Finalen
| 26. maj 2019 20:15 | Canada | 1–3 1–0, 0–1, 0–2 | Finland | Ondrej Nepela Arena, Bratislava Tilskuere: 9,085 |

|                          | Matt Murray        | Målmænd                                                                    | Kevin Lankinen | Dommer: Tobias Björk Jeremy Tufts Linjedommere: Gleb Lazarev Miroslav Lhotský |
| #27 Shea Theodore 11:02, | 1–0, 1–1, 1–2, 1–3 | #12 Marko Anttilla 22:35, #12 Marko Anttila 42:35, #82 Harri Pesonen 55:54 |                | Dommer: Tobias Björk Jeremy Tufts Linjedommere: Gleb Lazarev Miroslav Lhotský |
| 6 min                    | Strafminutter      | 8 min                                                                      |                | Dommer: Tobias Björk Jeremy Tufts Linjedommere: Gleb Lazarev Miroslav Lhotský |
| 44                       | Skud               | 22                                                                         |                | Dommer: Tobias Björk Jeremy Tufts Linjedommere: Gleb Lazarev Miroslav Lhotský |